# Fury (film, 2014)
Pour les articles homonymes, voir Fury.
Pour plus de détails, voir Fiche technique et Distribution.
Fury est un film de guerre américain coproduit, écrit et réalisé par David Ayer et sorti en 2014.
Ce film de guerre met en scène l'équipage d'un char d'assaut M4A2E8 Sherman de l'armée américaine combattant en Allemagne pendant les dernières semaines de la Seconde Guerre mondiale sur le front de l'Ouest européen. Fury reçoit des critiques globalement positives et est bien accueilli par le public.

## Intrigue
Avril 1945, les forces Alliées se battent en plein cœur de l'Allemagne nazie et doivent faire face à une résistance de plus en plus fanatique des dernières unités SS. Le sergent Don « Wardaddy » Collier (Brad Pitt) commande un char d'assaut M4A2E8 Sherman surnommé « Fury » de la 2e division blindée de l'armée américaine. Son équipage est composé de 5 hommes : le tireur Boyd « Bible » Swan (Shia LaBeouf), le pilote Corporal Trini « Gordo » Garcia (Michael Peña), le chargeur-mécanicien Grady « Coon-Ass » Travis (Jon Bernthal), le copilote-mitrailleur Red et lui-même. Ils combattent ensemble depuis la campagne d’Afrique du Nord et sont des soldats aguerris.

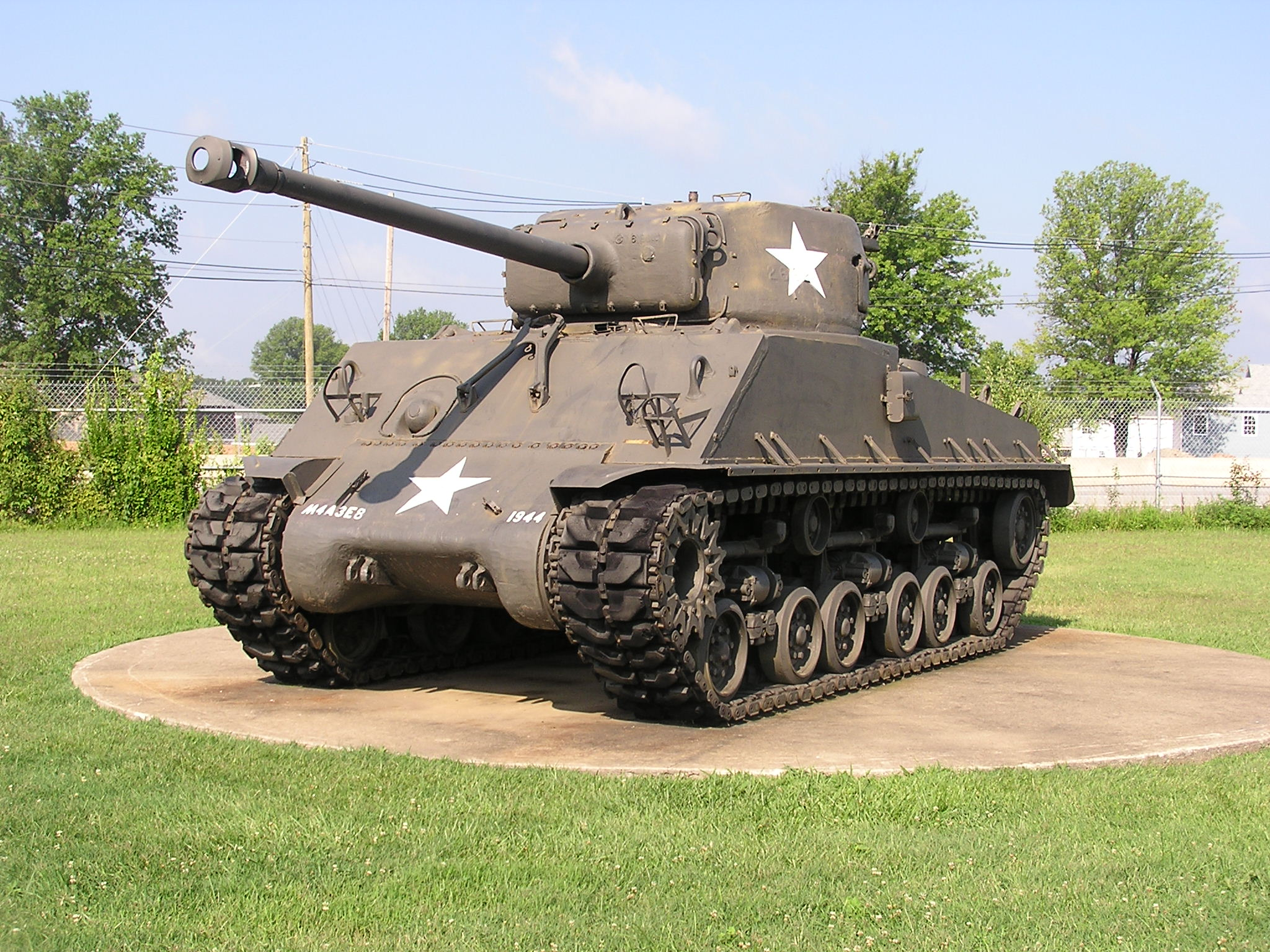
Sherman M4A3E8(76) avec caisse soudée et canon de 76 mm.

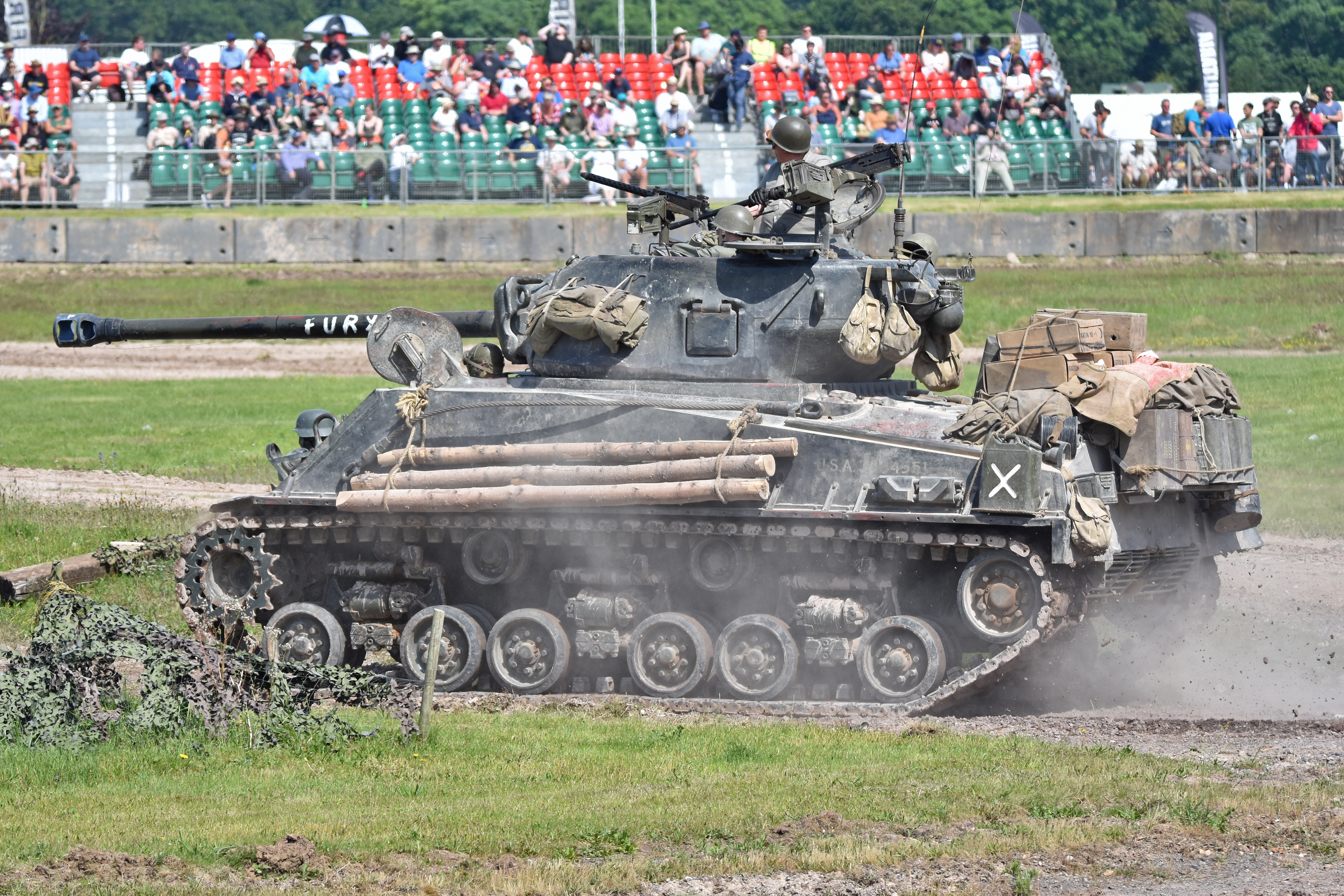
Sherman Mk.IIIAY ‘U.S.A.3634551’ “Fury”.

Après la mort de Red durant un affrontement avec des forces allemandes (qui ont également détruit le reste du peloton), Norman Ellison (Logan Lerman), une nouvelle recrue jeune et inexpérimentée, est affecté à l'équipage comme nouveau copilote-mitrailleur. Wardaddy, bien que sceptique, l'accepte parmi le groupe de même que les autres membres. Le ravitaillement et la maintenance effectués, l'équipage du Fury doit participer à une mission menée par le jeune lieutenant Parker (Xavier Samuel). Ils doivent prêter main-forte aux troupes du capitaine Waggoner (Jason Isaacs) de la compagnie Baker pour prendre la prochaine ville. Cinq chars sont affectés à cette mission : celui du lieutenant Baker, qui dirige l'unité, et ceux des sergents Wardaddy, Binkowski (Jim Parrack), Davis (Brad Henke) et Peterson (Kevin Vance).

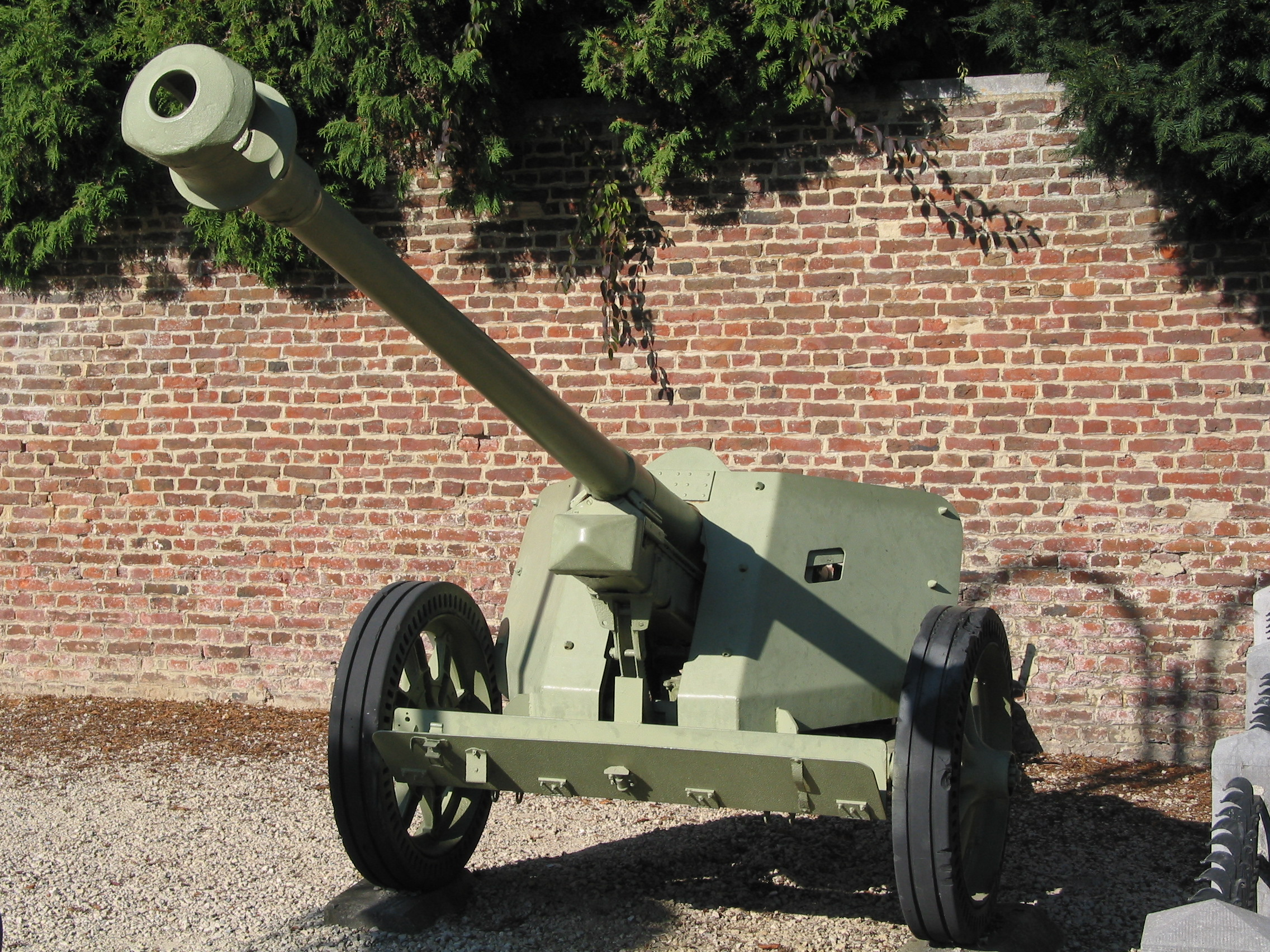
Canon anti-char allemand PaK 40 75mm.

Sur le chemin, l’inexpérience de Norman devient dangereuse : il repère mais ne parvient pas à tirer sur une équipe des Jeunesses hitlériennes qui tend une embuscade et tire avec un Panzerfaust sur le char du lieutenant Parker, tuant tout l'équipage. Wardaddy réprimande Norman pour son manque de réaction, le sergent prenant alors la tête des quatre blindés restants.
Les véhicules rejoignent l'unité du capitaine Waggoner qui demande à Wardaddy de dégager la voie jusqu'à la prochaine ville avec ses chars, la compagnie menée par le sergent Miles (Scott Eastwood) devant suivre derrière. S'ensuit un affrontement contre des troupes et les canons antichars allemands positionnés à l'extrémité d'une forêt. Les Américains en sortent vainqueurs mais, une nouvelle fois, Norman n'a pas été à la hauteur. Le sergent Wardaddy, voulant mettre à l'épreuve sa nouvelle recrue, l'oblige à exécuter un des Allemands capturés avec son revolver M1917. Comme Norman refuse d'exécuter l'ordre, Wardaddy prend le revolver dans sa main et le force à appuyer sur la détente, tuant le prisonnier et traumatisant Norman. Boyd, Gordo et Coon-Ass expliquent à leur nouveau camarade que malgré la dureté de leur chef, ils forment un groupe soudé depuis la campagne d'Afrique.
Sur le chemin menant à la ville, les Américains découvrent des civils pendus par les SS pour « lâcheté ». Puis le capitaine Waggoner ordonne à Wardaddy par radio la prise de la ville. De nouvelles escarmouches ont lieu mais les chars US permettent de prendre le dessus, non sans la perte de nombreux soldats dans le camp américain, y compris le sergent Miles qui menait les troupes au sol. Norman use enfin de sa mitrailleuse à bon escient et les Allemands (pour certain très jeunes), se rendent, l'officier SS responsable des pendaisons étant abattu sans ménagement. Les Américains peuvent se reposer un peu, et Wardaddy prend Norman sous son aile. Il lui montre la cruauté de la guerre, mais aussi qu'il faut profiter des rares moments de bonheur. Wardaddy et Norman fouillent un appartement et rencontrent une femme effrayée, Irma, et sa jeune cousine, Emma. Wardaddy les paie pour un repas et de l’eau chaude tandis qu'Emma finit par entretenir une relation amoureuse avec Norman, touchée par la douceur du garçon. Plus tard, alors que les quatre s’assoient pour manger, le reste de l'équipage débarque ivre et casse l'ambiance avant d'être rappelés à l'ordre par Wardaddy. Le capitaine Waggoner convoque ensuite Wardaddy et le charge de sécuriser un carrefour pour contenir un regroupement de troupes ennemies. Mais juste avant de partir, un bombardement détruit l'immeuble où vivaient les deux femmes. Norman découvre effondré le corps d'Emma, l'horreur de la guerre se rappelant subitement à lui.

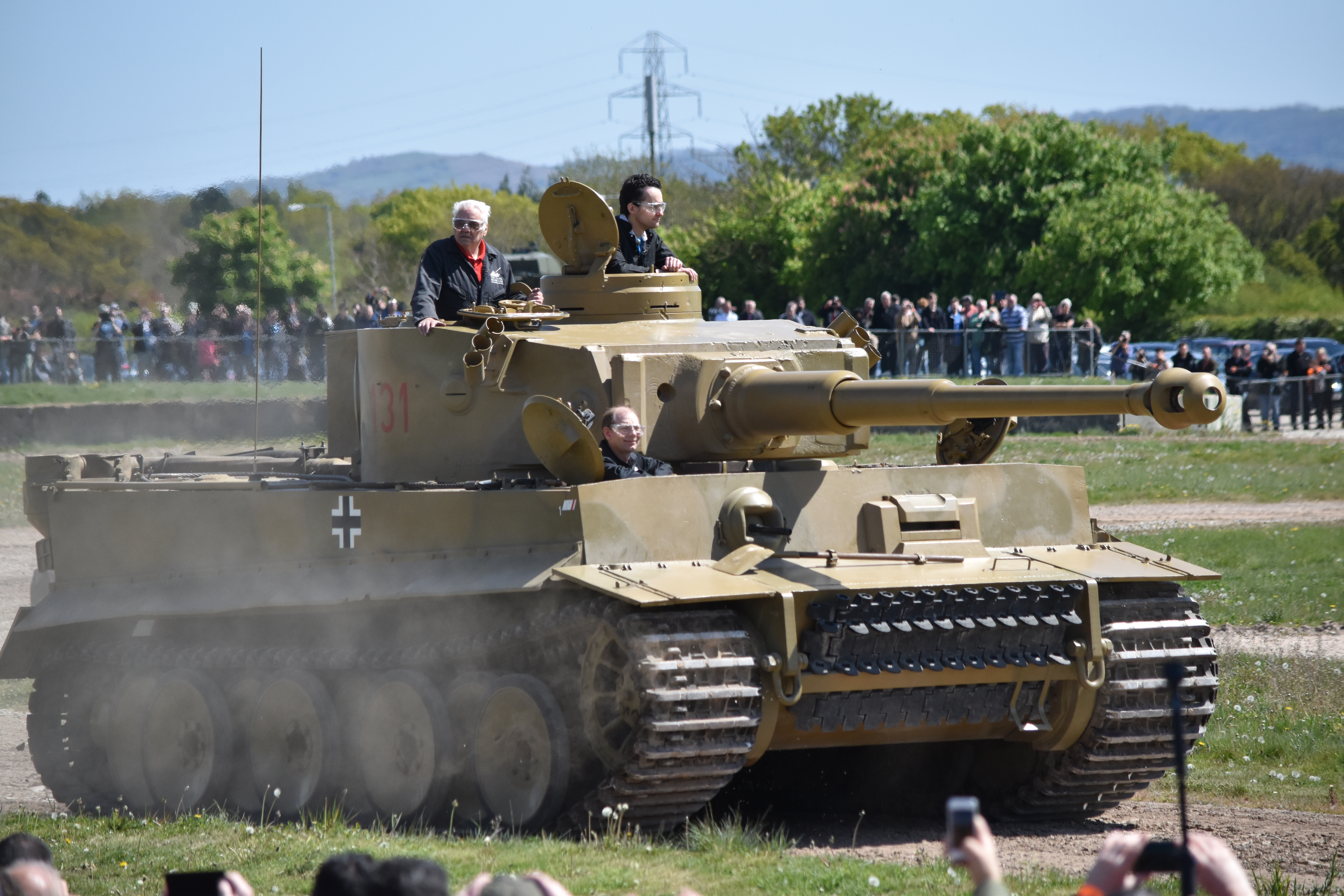
Char Tigre Allemand.

Les quatre Sherman reprennent leur route et Wardaddy rappelle à Norman que d'autres innocents perdront inévitablement la vie avant la fin de la guerre. Alors que les quatre chars se dirigent vers le carrefour, un char allemand Tigre leur tend une embuscade, faisant exploser le char de Binkowski par le côté. Les blindés s'affrontent, mais la puissance du canon de 88 mm du blindé allemand vient également à bout du char de Peterson, puis de celui de Davis. L'équipage du Fury réussit à neutraliser le Panzer lourd après l'avoir débordé par derrière (où le blindage est plus faible). Désormais seul, endommagé et sa radio en panne, le Fury n'a d'autre choix que de se rendre seul au carrefour. Une fois sur place, le char est immobilisé par une Tellermine. Alors que l'équipage tente de le réparer, Norman, parti en reconnaissance, repère tout un bataillon SS en route pour combattre. N'ayant plus le temps de réparer, Boyd, Gordo et Coon-Ass suggèrent de fuir mais le sergent Wardaddy préfère rester fidèle à son char en le défendant jusqu'à la fin, quitte à le faire seul. Encouragés et émus par la détermination de leur chef, les quatre hommes décident de se joindre à lui. Ils camouflent alors le Fury en y mettant même le feu pour faire croire à une épave et s'enferment à l'intérieur, prêts à en découdre. Ils donnent à Norman le surnom de « Machine » pour montrer son acceptation parmi l'équipage et partagent une bouteille de brandy ensemble.

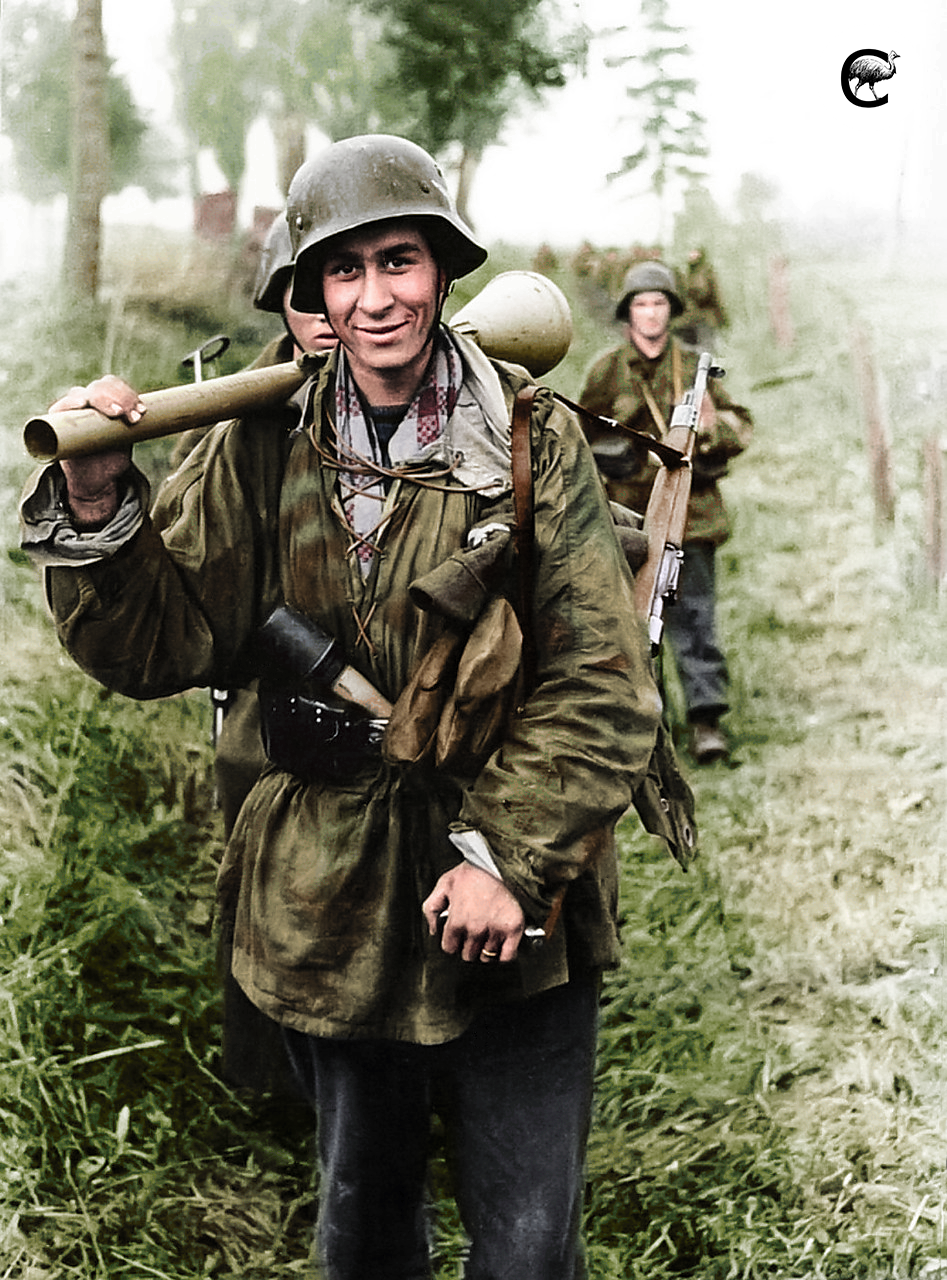
Soldat allemand équipé d'une arme anti-char Panzerfaust.

Les SS arrivent au carrefour peu avant la tombée de la nuit quand soudain le Sherman immobilisé ouvre le feu. Le combat dure une bonne partie de la nuit, et le bataillon subit de lourdes pertes humaines et matérielles. Bien que le char fasse preuve d'une grande endurance et l'équipage d'une grande combativité, le blindé et les soldats finissent par être à court de munitions. Grady est le premier à tomber, transpercé par la grenade d'un Panzerfaust qui traverse le blindage du char. Gordo est blessé alors qu'il tient une grenade, qui tombe à l'intérieur du blindé. Il se jette dessus pour protéger les autres de l'explosion. Enfin, un tireur d'élite tue Bible et blesse gravement Wardaddy. Norman veut se rendre, mais Wardaddy l'avertit qu'il sera torturé et tué. À court de munitions et encerclés, Wardaddy ordonne à Norman de s'échapper par la trappe sous le char alors que les Allemands lâchent des grenades dans le blindé. Norman se glisse dehors juste avant l'explosion, qui tue Wardaddy. Norman tente de se cacher dans la boue sous le Fury, mais est repéré par un soldat Waffen-SS aussi jeune que lui. Celui-ci lui sourit avant de rejoindre son bataillon sans le dénoncer, lui sauvant ainsi la vie.
Le lendemain matin, Norman se réveille et rentre à l'intérieur du Fury par la trappe. À l'intérieur, il entend quelqu’un au-dessus du char et s'arme avec le revolver de Wardaddy, pensant qu'il s'agit d'un soldat allemand. La trappe s’ouvre et Norman se prépare à tirer, mais se rend compte que le soldat est américain. Alors que Norman est pris en charge par une ambulance militaire, le reste des soldats américains continuent leur marche vers le cœur de l’Allemagne.
Le film se termine par un plan du Fury vu de haut, entouré de nombreux cadavres de SS.

## Fiche technique
- Titre original et français : Fury
- Réalisation et scénario : David Ayer
- Direction artistique : Andrew Menzies
- Décors : Mark Scruton
- Costumes : Anna B. Sheppard
- Photographie : Roman Vasyanov
- Montage : Jay Cassidy et Dody Dorn
- Musique : Steven Price[1]
- Production : David Ayer, Bill Block, John Lesher et Ethan Smith
  - Production déléguée : Anton Lessine, Sasha Shapiro et Brad Pitt
- Sociétés de production : Crave Films, Le Grisbi Productions et Huayi Brothers[2]
- Sociétés de distribution : Columbia Pictures
- Budget : 68 millions de dollars[3]
- Pays d'origine :  États-Unis
- Langues originales : anglais, allemand
- Format : couleur - 35 mm - 2,35:1 - son Dolby Digital
- Genre : guerre, drame
- Durée : 134 minutes
- Dates de sortie :
  - États-Unis : 17 octobre 2014
  - France : 22 octobre 2014
- Classification[4] :
  - États-Unis : R - Restricted
  - France : interdit aux moins de 12 ans

## Distribution
- Brad Pitt (VF : Jean-Pierre Michaël ; VQ : Alain Zouvi) : le Staff Sergeant Don « Wardaddy » Collier, commandant de char[5]
- Shia LaBeouf (VF : Jimmy Redler ; VQ : Hugolin Chevrette) : le caporal spécialiste (Technician fifth grade) Boyd « Bible » Swan, tireur[5]
- Logan Lerman (VF : Nathanel Alimi ; VQ : Alexandre Bacon) : soldat Norman « Machine » Ellison, mitrailleur
- Michael Peña (VF : Enrique Carballido ; VQ : Gabriel Lessard) : le caporal Trini « Gordo » Garcia, conducteur de char
- Jon Bernthal (VF : Cédric Dumond ; VQ : Frédérik Zacharek) : PFC Grady « Coon-Ass » Travis, chargeur de chars
- Jason Isaacs (VF : Patrick Béthune ; VQ : Jacques Lavallée) : le capitaine Waggoner
- Scott Eastwood (VQ : Patrice Dubois) : le sergent Miles
- Jim Parrack (VF : Raphaël Cohen ; VQ : Alexis Lefebvre) : le sergent Pete Binkowski
- Brad William Henke (VF : Sylvain Lemarié ; VQ : Thiéry Dubé) : le sergent Davis
- Kevin Vance (VF : Serge Biavan ; VQ : Jean-François Beaupré) : le sergent Peterson
- Xavier Samuel (VF : Stanislas Forlani) : le lieutenant Parker[Note 1]
- Chris Wilson: l’aumônier
- David Rae: le commandant du char Tigre
- Laurence Spellman: le sergent-chef Dillard
- Zach Avery: un médecin de la Waffen-SS (non crédité)
- Adam Ganne: un Obersturmführer
- Daniel Dorr: Obersturmführer Schmidt
- Berhard Forscher: Sturmbannführer Muller
- Edin Gali: Hauptscharführer Wolfe
- Anamaria Marinca : Irma
- Alicia von Rittberg : Emma

 Source et légende : version française (VF) sur RS Doublage et AlloDoublage
 Source et légende : version québécoise (VQ) sur Doublage.qc.ca

## Production

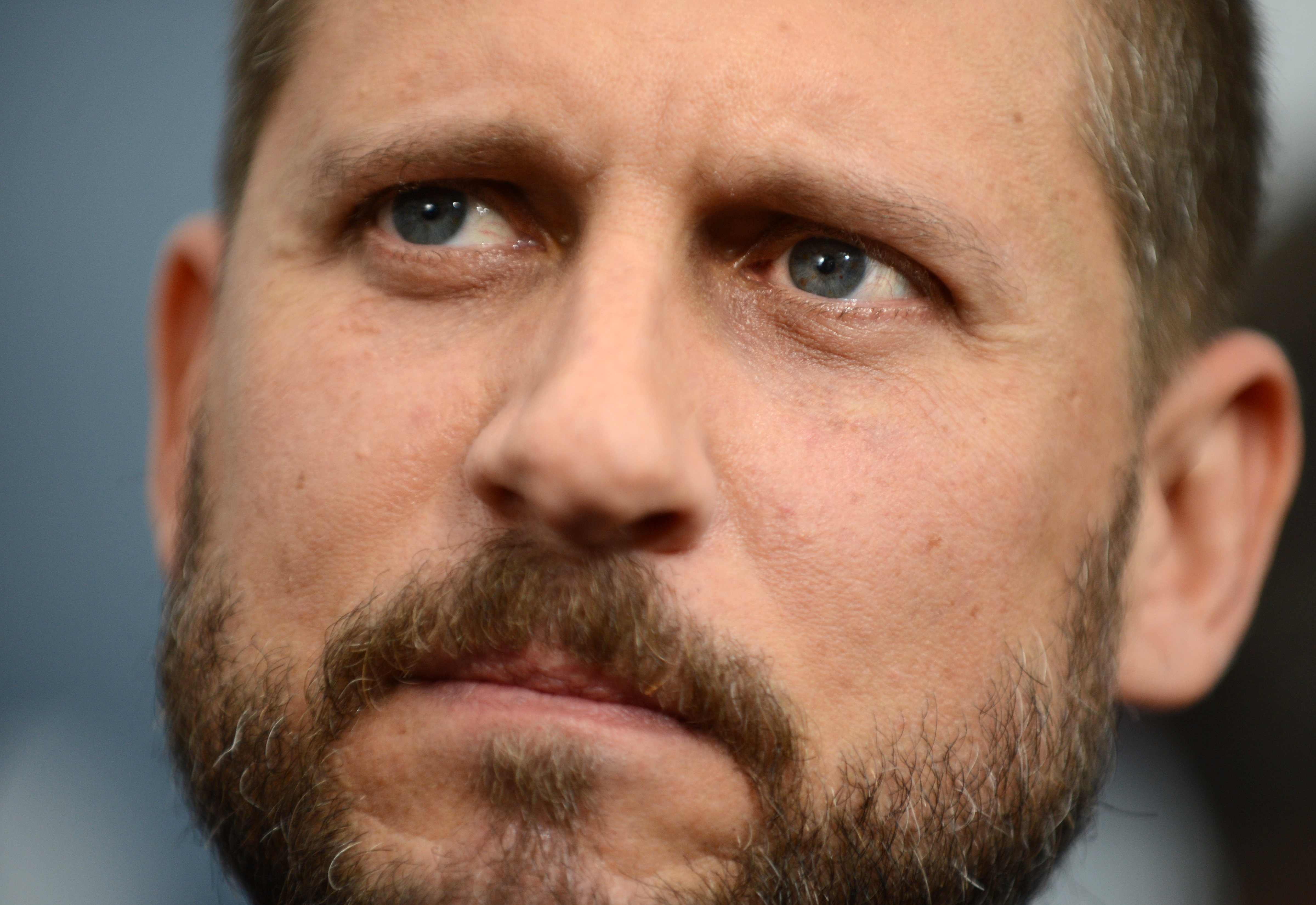
Le réalisateur David Ayer, à la première mondiale du film, à Washington, D.C..

David Ayer, le réalisateur du film, a été influencé par la lecture de livres tels que Death Traps de Belton Y. Cooper, traitant de l'histoire des unités blindées américaines pendant la Seconde Guerre mondiale et les taux élevés de pertes subies par les équipages de chars en Europe.

### Genèse et développement
David Ayer est un grand amateur de films de guerre. Dans une interview, il explique avoir voulu réaliser ce film car très peu de films montraient la vie d'un équipage de char, surtout tout à la fin du conflit. Le film s'inspire d'une histoire réelle survenue à la fin de la Seconde Guerre mondiale. Il retrace l'histoire d'une poignée de militaires américains s'opposant à l'armée allemande à bord d'un char surnommé « Fury ». Le personnage de « Wardaddy » s'inspire d'un authentique as de l'arme blindée, Lafayette Green Pool, également surnommé « War Daddy ».
Pour crédibiliser le film, le producteur Bill Block, QED International et Brad Pitt ont organisé une réunion entre des acteurs du film et des vétérans, qui ont raconté leur vécu et leurs souvenirs à bord des tanks.

### Attribution des rôles
Les personnages du film sont des hommes ayant connus la Grande Dépression dans leur jeunesse avant de participer à la guerre. Afin que les personnages soient émotionnellement crédibles, Ayer a demandé aux acteurs de lire les Raisins de la colère de John Steinbeck pour les préparer.
En avril 2013, Shia LaBeouf est annoncé à la distribution du film. Fury marque la seconde collaboration entre Michael Peña et le réalisateur David Ayer, puisqu'ils avaient collaboré deux ans plus tôt sur End of Watch.

### Tournage
Le tournage a débuté le 30 septembre 2013 dans l’Oxfordshire, en Angleterre,. Il a lieu également à Londres et dans l’Hertfordshire. Le film est entièrement tourné sur pellicule.
Pour les besoins du film, l'équipe a utilisé plusieurs chars empruntés au musée des blindés de Bovington : un Sherman M4A2 76 mm HVSS, un Sherman M4A4 75MM VVSS, un Sherman M4A1 76 mm VVSS, ainsi que le tout dernier Tiger I en état, le Tiger 131.
Durant le tournage, l'acteur Shia LaBeouf, réputé pour ses caprices et frasques en tout genre, se serait arraché une dent, mutilé le visage et aurait refusé de prendre des douches pour, selon lui, « se mettre dans les conditions du rôle »,. Le tournage a également été marqué par la blessure d'un cascadeur avec une baïonnette. Par ailleurs, une polémique est née après que des passants ont vu des personnes en costumes nazis, et ce le Jour du Souvenir. Le réalisateur David Ayer leur a alors expliqué qu'il s'agissait d'un film.

### Bande originale
La musique du film est composée par Steven Price.
| 1.  | April, 1945           | 04:14 |
| 2.  | The War Is Not Over   | 01:47 |
| 3.  | Fury Drives Into Camp | 01:50 |
| 4.  | Refugees              | 02:42 |
| 5.  | Ambush                | 02:06 |
| 6.  | The Beetfield         | 07:59 |
| 7.  | Airfight              | 03:04 |
| 8.  | The Town Square       | 02:17 |
| 9.  | The Apartment         | 00:58 |
| 10. | Emma                  | 02:35 |
| 11. | Tiger Battle          | 06:17 |
| 12. | On The Lookout        | 03:04 |
| 13. | This Is My Home       | 03:43 |
| 14. | Machine               | 03:21 |
| 15. | Crossroads            | 08:06 |
| 16. | Still In This Fight   | 03:39 |
| 17. | I'm Scared Too        | 03:45 |
| 18. | Wardaddy              | 02:39 |
| 19. | Norman                | 02:50 |

## Accueil

### Accueil critique
Fury est très bien reçu par la critique, puisque dans les pays anglophones, le site Rotten Tomatoes lui attribue 76 % d'avis favorables, sur la base de 257 commentaires et une note moyenne de 6,9⁄10 et le site Metacritic lui attribue un score de 64⁄100, sur la base de 47 commentaires.
Le film reçoit un très bon accueil aussi sur le site Allociné, sur la base de 20 commentaires presse, le film reçoit une note moyenne de 3.3⁄5.

### Box-office
Aux États-Unis, le film réalise 23 702 421 $ pour son premier week-end d'exploitation, pour une moyenne de 7 470 $ sur les 3 173 salles le diffusant, ce qui lui permet de prendre la tête du box-office. Au bout de quatorze semaines à l'affiche, Fury rapporte 85 817 906 $ de recettes sur le territoire américain et 126 000 000 $ à l'étranger, portant le total des recettes mondiales à 211 817 906 $.
En France, Fury réalise un résultat modeste pour sa première semaine en salles, où il est distribué dans 415 salles, prenant la cinquième place du box-office avec 339 311 entrées. Au bout de neuf semaines à l'affiche, le long-métrage totalise 767 455 entrées.
| Pays ou région    | Box-office      | Date d'arrêt du box-office | Nombre de semaines |
| ----------------- | --------------- | -------------------------- | ------------------ |
| États-Unis Canada | 85 817 906 $.   | 19 janvier 2015            | 14                 |
| France            | 767 455 entrées | -                          | 9                  |
| Total mondial     | 211 817 906 $.  | -                          | -                  |

## Distinctions

### Récompenses
- Festival du film de Hollywood 2014 : Hollywood Editing Award
- Festival international du film de Santa Barbara 2014 : Virtuosos Award pour Logan Lerman

- National Board of Review Awards 2014 :
  - Top 2014 des meilleurs films
  - Meilleure distribution

### Nominations
- 20e cérémonie des Critics' Choice Movie Awards :
  - Meilleur film d'action
  - Meilleur acteur dans un film d'action pour Brad Pitt
- 19e cérémonie des Satellite Awards :
  - Meilleure direction artistique pour Andrew Menzies et Peter Russell
  - Meilleur montage pour Dody Dorn et Jay Cassidy
  - Meilleure musique de film pour Steven Price
- 21e cérémonie des Screen Actors Guild Awards :
  - Meilleure équipe de cascadeurs

## Analyse
L'intérêt du film est multiple. L'action se passe tout à la fin de la guerre, alors que les forces Alliées sont épuisées par la longueur du conflit et pressées d'en finir, période qui a été peu montrée dans des films de guerre. En face des soldats Alliés fatigués se trouve une armée allemande en déroute, jetant ses dernières forces dans la bataille pour défendre son territoire. Sur ce point, le film met en lumière le fanatisme des SS, ainsi que l'endoctrinement d'une grande partie du peuple allemand, en particulier des jeunes : prises en étau entre les forces soviétiques à l'Est et les soldats Alliés occidentaux à l'Ouest, les autorités nazies sont contraintes d’enrôler des enfants pour défendre le Reich.
Le film nous montre des exécutions sommaires de soldats allemands s'étant rendus aux Américains, mais aussi des exécutions de civils perpétrées par des unités de SS.
Le film est également très réaliste au niveau des combats : le Fury est obligé de doubler le Tigre par derrière (où le blindage est plus faible) pour l'abattre. Cela est très réaliste, en plus de rajouter de la tension dramatique au film.[réf. à confirmer]
Enfin, toutes les mitrailleuses du film emploient des munitions traçantes, donnant à leurs tirs des teintes vertes (côté allemand) ou rouges (côté américain). Elles ajoutent de l'esthétisme aux combats, et de telles munitions étaient effectivement utilisées par tous les belligérants de la Seconde Guerre mondiale.